# Moussa al-Omar

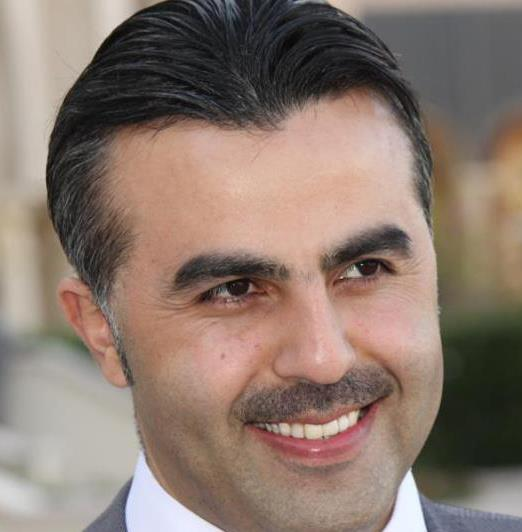
Moussa al-Omar

Moussa al-Omar (en árabe: موسى العمر) (nacido el 7 de mayo de 1981) es un periodista sirio y ex presentador de Canal Alhiwar.

## Biografía
Moussa nació en el 7 de mayo de 1981 en Edlib, Siria, a los Padres sirios de Edlib, que creció en Damasco, su nombre es "Musa", que significa (sacado del agua). Estudió la preparatoria en Damasco y se graduó de la Universidad de Damasco en 2004.

## Carrera
Comenzó su carrera como periodista y presentador de "Sham TV", y él era uno de los fundadores del canal antes de que fuera clausurado por las autoridades sirias en 2006. Luego se mudó a Dubái para trabajar con "Noticias Internacionales". A principios de 2010, Moussa se trasladó a Londres, Reino Unido y comenzó a trabajar con Alhiwar Canal, donde se desempeñó como presentadora en programas como aspectos más destacados del evento (en árabe: أضواء على الأحداث) Levantamiento Árabe y de los Grandes (en árabe: الإنتفاضة العربية الكبرى ).
El 14 de junio de 2012 Moussa anunció en su página en Facebook y Twitter dimitió oficialmente de Al Hiwar Canal.

## vida personal
Moussa es un partidario de la insurrección de Siria, y ha cubierto muchas organizaciones benéficas relacionadas con este tema. Moussa al-Omar en la actualidad reside en Londres.